# Tuyến đường Hoàng gia, Warszawa

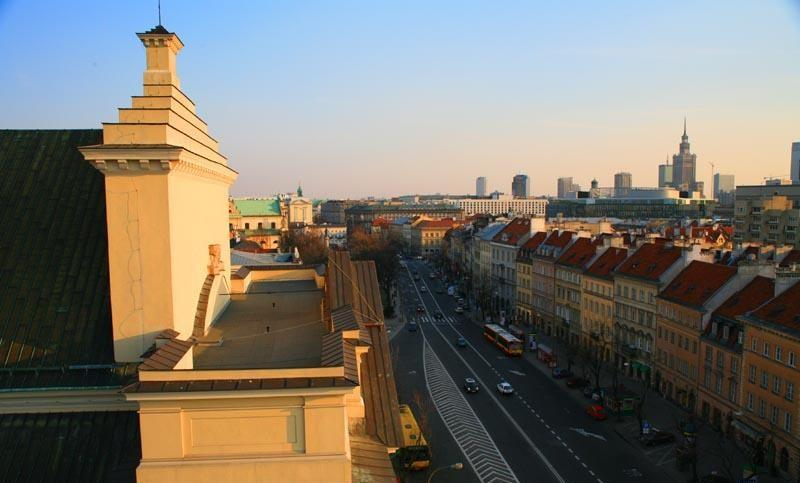
Tuyến đường Hoàng gia, Warsaw, Ba Lan

Con đường Hoàng gia (tiếng Ba Lan: Trakt Królewski, IPA: [ˈtrakt kruˈlɛfskʲi]) ở Warsaw, Ba Lan, là tuyến đường cũ dẫn về phía nam xuất phát từ Phố cổ của thành phố. Bây giờ nó bao gồm một loạt các đường phố ở Warsaw kết nối với một số địa danh lịch sử.
Con đường Hoàng gia bắt đầu tại Quảng trường Lâu đài của Warsaw và chạy về phía nam rồi qua Krakowskie Przedmieście (đường Suburb Kraków), ulica Nowy Świat (New World Street), Aleje Ujazdowskie (Đại lộ Ujazdów), ulica Belwederska (Phố Belweder) và ulica Sobieskiego (Phố Sobieski), cuối cùng đến Wilanów (nơi ở riêng của vua Jan III Sobieski).
Tuyến đường này, cùng với các địa điểm khác của Phố cổ Warsaw, là một trong những Di tích Lịch sử quốc gia chính thức của Ba Lan (Pomnik historii) được công nhận vào ngày 16 tháng 9 năm 1994. Danh sách được quản lý bởi Ủy ban Di sản Quốc gia Ba Lan.

## Những nơi đáng chú ý trên Con đường Hoàng gia
| - - Krakowskie Przedmieście - Nhà thờ St. Anne - Cung điện Tyszkiewicz - Nhà thờ Carmelite - Cung điện Presidential - Cung điện Potocki - Nhà thờ thánh giá - Cung điện Kazimierz - Phố Nowy Świat - Nhà thờ Visitationist | - - Cung điện Staszic - Quảng trường ba thánh giá - Nhà thờ St. Alexander - Aleje Ujazdowskie - Công viên Ujazdów - Lâu đài Ujazdów - Công viên Łazienki - Cung điện Łazienki - Belweder - Ulica Szucha - Cung điện Wilanów |